# Holttumochloa pubescens
Holttumochloa pubescens är en gräsart som beskrevs av Khoon Meng Wong. Holttumochloa pubescens ingår i släktet Holttumochloa och familjen gräs. Inga underarter finns listade i Catalogue of Life.